# Język romski
Uzasadnienie:  Tamten artykuł przedstawia tylko hipotezy klasyfikacyjne dot. języka / języków / dialektów, których tu brak. Ponadto tamten artykuł nie ma odpowiednika w innych wersjach Wikipedii.
Język romski lub romani (nazwa własna: romani čhib, romani ćhib, w innych językach często określany potoczną nazwą „język cygański”) – język indoeuropejski z gałęzi nowoindyjskiej języków indoaryjskich. Romani jest jedynym autochtonicznym językiem indoaryjskim używanym w Europie. Wywodzi się z sanskrytu za pośrednictwem języków prakryckich. Posługują się nim Romowie oraz Sinti. Romani nie należy natomiast do grupy języków romańskich (przypadkowa zbieżność nazw), w związku z czym tylko w niewielkim stopniu jest spokrewniony z takimi językami jak rumuński czy romansz.
Romani tworzy grupa co najmniej 60 silnie zróżnicowanych dialektów, które nie wypracowały ujednoliconego języka standardowego; z tego względu bywa on traktowany jako grupa językowa, a nie jako jeden język. Różnice między różnymi jego odmianami można porównać do różnic dzielących języki słowiańskie.

## Klasyfikacja i pochodzenie
Dopiero pod koniec XVIII wieku językoznawcy zdołali jednoznacznie sklasyfikować pochodzenie języka Romów dzięki odkryciu związków z dialektami rozmaitych języków północno-zachodnich Indii, przede wszystkim Pendżabu i Radżastanu. Języki romski, radżastani i pendżabski posiadają do dziś wiele podobieństw w systemie leksykalnym i gramatycznym. Związki te pozwalają przypuszczać, że stamtąd właśnie wywodzą się przodkowie dzisiejszych Romów i Sintich. Nazwa własna tych drugich może też być pokrewna toponimowi Sindh, prowincji w dzisiejszym Pakistanie, która również położona jest w regionie najwcześniejszego etapu etnogenezy Romów. Z drugiej strony teoria ogłoszona w czasopiśmie Nature sugeruje, że romani najbliżej spokrewniony jest z językiem syngaleskim, co jednak niekoniecznie świadczy o pochodzeniu Romów z Cejlonu, lecz raczej o istnieniu wspólnego przodka dla obu tych języków.

## Historia

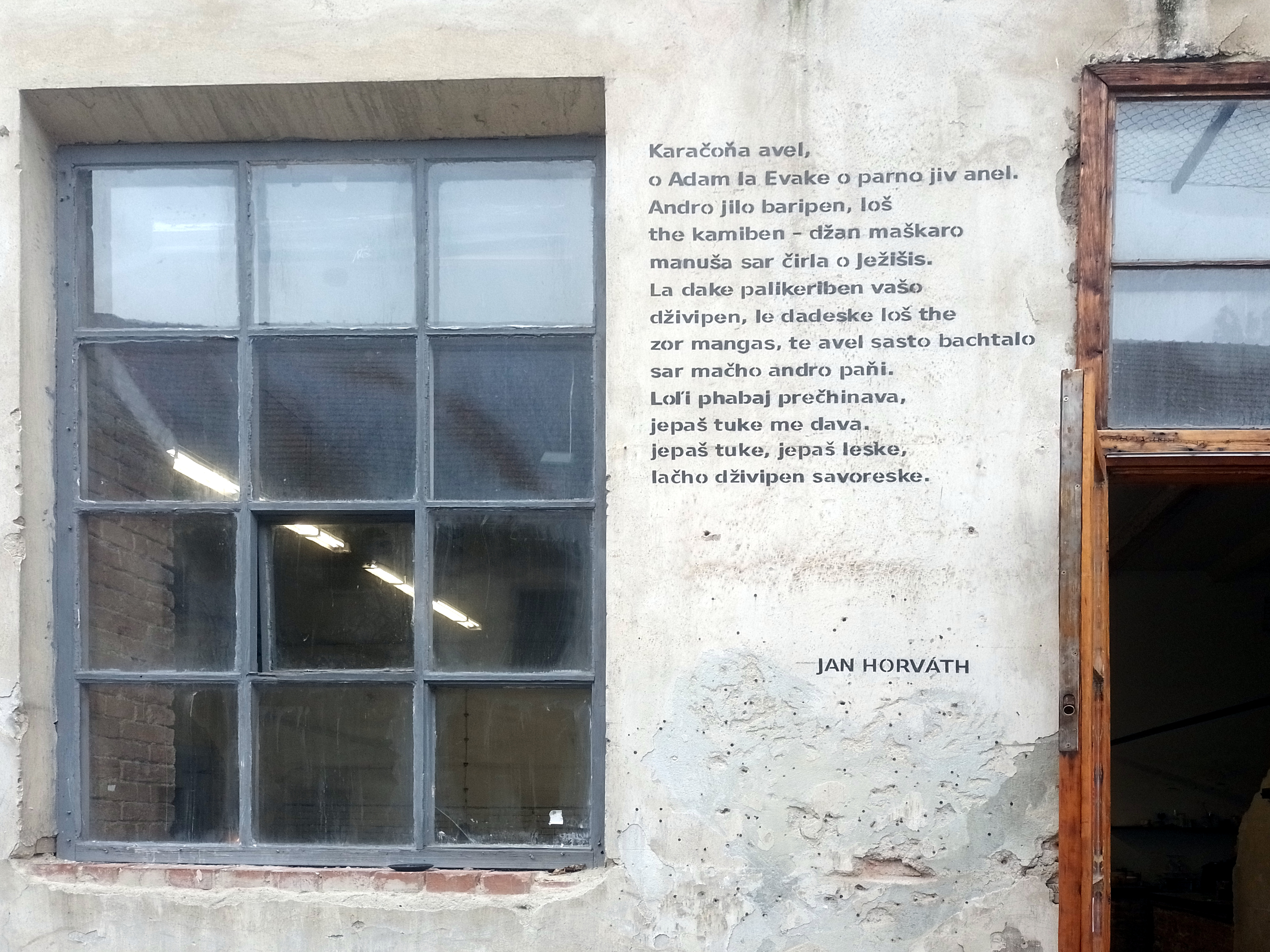
Wiersz w języku romskim na murze w Brnie

Nie istnieją wiarygodne źródła pisane dokumentujące najwcześniejszą historię Romów i ich języka. Co prawda XI-wieczny perski poeta Firdausi w poemacie epickim Szahname wspomina o 10 czy 12 tysiącach grajków Desi, których w V wieku król Śankal z miasta Kannauj (w prowincji Sindh) podarował władcy perskiemu Bahramowi V. Współczesne badania dowodzą jednak, że przekaz ten nie mógł odnosić się do przodków dzisiejszych Romów. Romani zalicza się bowiem do języków nowoindoaryjskich, które nie istniały jeszcze w V wieku. Przodkowie Romów mogli zatem opuścić Półwysep Indyjski dopiero ok. 300 lat po opisywanych wydarzeniach.
Około 1000 roku Mahmud z Ghazni, szerząc islam, podbił północno-zachodnie Indie (Kaszmir i Pendżab). Najazd wywołał spustoszenie i doprowadził do migracji na wielką skalę. W latach 1001–1026 muzułmańscy Ghaznawidzi siedemnastokrotnie napadali Pendżab i Sindh, zaciekle walcząc ze stawiającymi opór autochtonami. Konfederacja radźputów odgrywała pierwszoplanową rolę w tej walce, zaś jej członkowie wywodzili się z różnych dźati (kast) i jak się przypuszcza, stanowili rodzaj najemnych sił, powołanych specjalnie do zatrzymania najeźdźców. Oddziały radźputów przemieszczały się najczęściej wraz z rodzinami i sługami.
W języku romskim istnieją liczne ślady, świadczące o powstaniu ich języka w takich właśnie okolicznościach. Większość słów odnoszących się do wojny i walki jest pochodzenia indoaryjskiego: bust (włócznia), patava (getry), xanrro (miecz) czy tover (topór). Także określenie wszystkich „nie-Romów” (Gadzio) pochodzi od prakryckiego słowa gajja (cywil). Ponad 80% romskich słów pochodzenia perskiego ma odpowiedniki w urdu. Język ten – również indoaryjski – rozwinął się wśród islamskich neofitów oraz wśród wojowników pojmanych przez muzułmanów (słowo urdu znaczy „obóz (wojskowy)” – por. tur. orda). Według źródeł historycznych, Mahmud z Ghazni pojmał 500 tysięcy jeńców podczas inwazji na Sindh i Pendżab.
Badania DNA dowiodły istnienia podobieństw genetycznych między Romami a kastą radźputów, co potwierdza powyższą teorię. Z drugiej jednak strony etnonim Roma, jak również zakres tradycyjnie wykonywanych zawodów zdają się sugerować raczej związek z indyjską kastą Domów/Dombów tradycyjnie należącą do niższych dźati. Z jakiejkolwiek jednak grupy społecznej wywodzili się przodkowie współczesnych Romów, wydaje się, iż kluczowym elementem ich etnogenezy były właśnie wojny muzułmanów z radźputami w VIII–X wieku.
Choć imperium Ghaznawidów było wielojęzyczne, oficjalnie używano w nim perskiego (dari). Wyjaśnia to sporą liczbę zapożyczeń, które zasiliły język romski nie wcześniej niż w XI stuleciu. Największe zmiany leksykalne mają związek z przemieszczaniem się Romów dalej na zachód. W 1038 roku Seldżukowie rozgromili Ghaznawidów. W 1071 roku podbili Armenię i wschodnią Anatolię. Podbojom towarzyszyła kolejna fala migracji z Azji Środkowej. Prawdopodobnie w tym okresie język romski uformował się jako rodzaj lingua franca z dialektów, którymi władali przodkowie dzisiejszych Romów. Jego zrekonstruowana ówczesna forma zwana jest językiem protoromani (protoromskim).
Już w Anatolii język romski trafił w orbitę wpływów miejscowych dialektów greckich. Także języki innych lokalnych ludów odcisnęły w nim trwałe piętno, szczególnie język ormiański. W tym czasie zaszły najistotniejsze od czasu opuszczenia Półwyspu Indyjskiego zmiany w systemie gramatycznym i leksykalnym, dając początek formie określanej przez językoznawców mianem wczesnego romani.
Przypuszcza się, że w Anatolii wytworzyło się poczucie wspólnoty etnicznej Romów, którzy tam ostatecznie porzucili kastowe zaszłości, gdyż jako jednolitej społeczności łatwiej było im dostosować się do lokalnych warunków społeczno-ekonomicznych. Analiza słownictwa wskazuje, że pierwotnie Romowie nie byli ludem wędrownym. Słowa takie jak kher (dom), udar (drzwi), gav (wioska), balo (świnia), khoni (kura) czy giv (pszenica) są wyraźnie indoaryjskie. Większość słownictwa związanego z przemieszczaniem się pochodzi zaś z Anatolii, gdzie Romowie najwyraźniej zmienili tryb życia. Na przykład grast (koń) i čar (trawa) pochodzą z ormiańskiego, vurdon (wóz) z kurdyjskiego, zaś drom (droga) i petalo (podkowa) z greckiego. Także nazwy własne metali (z wyjątkiem słów oznaczających „złoto”, „srebro” i „żelazo”) zostały zapożyczone od Greków i Ormian, podobnie jak nazwy narzędzi kowalskich, co może świadczyć o tym, iż ten postrzegany dziś jako tradycyjny dla Romów zawód zaczął być praktykowany dopiero wówczas.
Najazd Mongołów na Europę w pierwszej połowie XIII wieku, następnie zaś inwazja Turków Osmańskich rozpoczęły kolejną falę migracji Romów na zachód. Ogromne przestrzenie rozdzielające poszczególne grupy doprowadziły do wtórnego zróżnicowania i w konsekwencji przyczyniły się do ponownego utworzenia szeregu lokalnych dialektów współczesnego języka romskiego.

## Dialekty

### Dialektologia romska
Zróżnicowanie dialektów języka romskiego jest bardzo daleko posunięte, toteż nie posiada on obecnie jednego standardu (choć rozmaite dialekty mają własne mikrostandardy). Różnice te w wielu przypadkach powodują niemożność porozumienia się między użytkownikami różnych dialektów nawet wówczas, gdy mówi się nimi w bliskim sąsiedztwie geograficznym. Mniejsze problemy z komunikacją mają użytkownicy jednego dialektu, mieszkający w krajach z odmiennymi językami większościowymi, choć i w tym przypadku wpływ owych języków zaznacza się w postaci wtórnych zróżnicowań strukturalnych, fonetycznych i leksykalnych. Z tego względu część naukowców uważa romani raczej za podrodzinę językową niż za jednolity język. Dla przykładu zwrot „Pokój moich dwóch sióstr jest bardzo mały” w poniższych dialektach romskich może brzmieć następująco:
- dialekt grupy Chaładytka Roma, Rosja – Komnata mirende dujende pxenjende drivan tykny;
- dialekt Lowarów, Rosja – Soba mure do phejangi durales cyni;
- dialekt Lowarów, Węgry – Mure duje phenjangi soba zurāles cikni si;
- dialekt Romungrów, Węgry – Me dūj phenjengeri soba bāre buka hi;
- dialekt grupy Kaale, Finlandia – Mo duje phenjako hūsa hin pesko;
- dialekt Erlich, Bułgaria – I odaja me do phenjengiri si but cikni;
- dialekt Kalajdżów, Bułgaria – Menre do phenenge staja si but cekni;
- dialekt Lowarów, Polska – Mure duje pheniangi soba igen cinnij.

Jak widać, współczesne dialekty języka romskiego różnią się przede wszystkim słownictwem, jakie zostało przyswojone przez poszczególne grupy po opuszczeniu Anatolii. Do tego dochodzą różnice fonetyczne i gramatyczne. Ponadto niektóre grupy Romów zatraciły zupełnie swój język (np. Romungrzy na Węgrzech) lub posługują się językami miejscowymi, z wpływami romskiego słownictwa (tzw. pogadialektami, np. Romowie Caló w Hiszpanii czy Romanichal w Wielkiej Brytanii).

### Klasyfikacja dialektów
Najszerzej uznawana systematyka dialektów języka romani opiera się na pracach Marcela Courthiade, które zostały opublikowane w 1982 roku. Podstawą zaproponowanego przez niego podziału jest historyczny rozwój izoglos w języku romskim. Courthiade skupił się na cechach dystynktywnych, odróżniających kolejne warstwy ekspansji terytorialnej i przyjął jako kryteria wyróżniające określone zmiany fonologiczne i gramatyczne. Odtworzył zatem metodą porównawczą strukturę wczesnego języka romani, odpowiadającą XII-wiecznym dialektom romskim z obszaru Anatolii. Następnie podzielił współcześnie używane dialekty pod względem stopnia ich podobieństwa do owego prajęzyka na trzy warstwy, z których trzecia reprezentuje dialekty lingwistycznie najbardziej oddalone. Pogadialekty stanowią niejako czwartą, dodatkową warstwę.
Tabela przedstawia różnice między trzema głównymi warstwami:
| Warstwa 1                             | Warstwa 2                             | Warstwa 3                       |
| ------------------------------------- | ------------------------------------- | ------------------------------- |
| phirdom, phirdyom phirdyum, phirjum   | phirdem                               | phirdem                         |
| guglipe(n)/guglipa guglibe(n)/gugliba | guglipe(n)/guglipa guglibe(n)/gugliba | guglimos                        |
| pani khoni kuni                       | pai, payi khoi, khoyi kui, kuyi       | pai, payi khoi, khoyi kui, kuyi |
| čhib                                  | šib                                   | šib                             |
| jeno                                  | ženo                                  | ženo                            |
| po                                    | po/mai                                | mai                             |

Na tej podstawie oraz w wyniku innych badań językoznawczych, prof. Yaron Matras (University of Manchester) we współczesnym języku romskim wyróżnia następujące grupy (gałęzie) dialektów, którymi posługują się wymienione niżej społeczności:
- dialekty bałkańskie: Arli (Macedonia, Kosowo, Grecja), Erli (Bułgaria), Meczkarowie (rom. Mečkar, Albania), Sepeczowie (rom. Sepeči, Grecja, Turcja), Ursarowie (rom. Ursari, Rumunia), Krymscy Romowie (Ukraina), Zargarowie (rom. Zargari, Iran) i inne grupy;
- dialekty zis-bałkańskie: Drandarowie/Drindarowie (rom. Drandari lub Drindari), Kowaczkowie (rom. Kovački), Kalajdżowie (rom. Kalajdži) i Bugurdżowie (rom. Bugurdži; wszystkie z terenu Bułgarii i Macedonii);
- dialekty vlax-południowe: Gurbetowie (rom. Gurbet lub Džambazi), Kalburdżowie (rom. Kalburdžu), Czergarowie (rom. Čergari) i inne (Serbia, Czarnogóra, Chorwacja, Bośnia i Hercegowina, Macedonia, południowa Rumunia, Bułgaria, Grecja, Albania, Turcja);
- dialekty vlax-północne: Kełderasze, Lowarzy, Czurarowie (rom. Čurari), Maczwajowie (rom. Mačvaja) i inne społeczności z Rumunii, Mołdawii, Węgier, Serbii oraz żyjące na emigracji na całym świecie;
- dialekty centralno-południowe: Romungrzy, Romowie Wend, Romowie Burgenlandzcy, Serwy i inne grupy zamieszkujące Węgry, Słowację, północną Słowenię, wschodnią Austrię, Ukrainę oraz Rumunię;
- dialekty centralno-północne: Polscy Cyganie Wyżynni, Romowie Słowaccy, Romowie Morawscy (dialekt wymarły po II wojnie światowej), Wurdonara Roma i inne (Słowacja, Czechy, Polska, Ukraina);
- dialekty północno-zachodnie: Sinti, Manusze, Fińscy Kaale i inne (Niemcy, Austria, Francja, Włochy, kraje Beneluksu, Finlandia);
- dialekty północno-wschodnie: Chaładytka Roma, Sasytka Roma, Romowie Łotewscy (rom. Lotfitka Roma lub Čuxny), Polska Roma i inne (Polska, Litwa, Łotwa, Estonia, Rosja, Białoruś, Ukraina);
- dialekty izolowane bądź o nieustalonej klasyfikacji: używane przez grupy z pogranicza Słowenii, Chorwacji i Włoch, włoskich prowincji Abruzja i Kalabria, z irańskiego Azerbejdżanu itd;
- pogadialekty: Romaniczale (nazwa własna Romanichal, Anglia), Gitanowie (nazwa własna Gitanos lub Caló, Hiszpania), Romowie Baskijscy (nazwa własna Errumantxela), Walijscy Kaale (nazwa własna Kååle, nie należy mylić z Fińskimi Kaale – patrz wyżej), Bosza (Armenia), Bojasze oraz pokrewne grupy: Rudarowie (nazwa własna Rudari), Ludarowie (nazwa własna Ludari), Lingurarowie (nazwa własna Lingurari), Zlatarowie (nazwa własna Zlătari) z terenu Węgier, Rumunii, Bałkanów, a także Ameryki i Australii, Romowie Serbscy (Serbia), Romowie Skandynawscy (nazwa własna Tattare, Skandynawia).

Inną klasyfikację zaproponował znany romski językoznawca Vania de Gila-Kochanowski. Według niego z geograficznego punktu widzenia należy wyróżnić siedem wielkich grup dialektów:
- północną – używaną przez społeczności polskie, rosyjskie i bałtyckie;
- bałkańską – używaną przez społeczności greckie, macedońskie, bułgarskie i tureckie;
- karpacką – używaną przez społeczności węgierskie, czeskie i polskie (z południa kraju);
- germańską – używaną przez Sintich (społeczności niemieckie, austriackie, szwajcarskie i włoskie), Manuszy (społeczności holenderskie, belgijskie i francuskie) oraz Romów Wysp Brytyjskich (społeczności angielskie i irlandzkie);
- naddunajską – używaną przez społeczności rumuńskie, serbskie, albańskie i ukraińskie;
- skandynawską – używaną przez społeczności duńskie, fińskie, szwedzkie i norweskie;
- iberyjską – używaną przez hiszpańskie i portugalskie społeczności Kale.

Z lingwistycznego punku widzenia grupę iberyjską i dialekty brytyjskie z grupy germańskiej oddziela od reszty zasadnicza granica fonologiczno-morfologiczna (tożsama z podziałem na dialekty właściwe i pogadialekty według Courthiadego). Bardziej szczegółowo klasyfikacja V. de Gila-Kochanowskiego dzieli właściwe dialekty romani według kryterium fonologicznego.

## Standaryzacja
Ponieważ aż do XX wieku romani był przede wszystkim językiem mówionym, nie istnieją powszechnie uznawane konwencje ortograficzne, ani nie istnieje  jedna standardowa forma tego języka, choć w wielu krajach niezależne instytucje opracowały odmienne standardy. W Rumunii, kraju z największą populacją Romów na świecie, opracowano metodykę nauczania w oparciu o elementarz Gheorghe Sarău. W Polsce najbardziej popularnym dialektem języka romskiego jest dialekt grupy Polska Roma. W Czechach i na Słowacji najczęściej używany jest dialekt społeczności Servika Roma. Oficjalnie usystematyzowanej odmiany romskiego używa się w Wojwodinie (Serbia). W innych regionach językiem urzędowym są dialekty lokalne, np. w Szuto Orizari w Macedonii, w 79 gminach Rumunii oraz w mieście Budești. Dialekt romskiego jest też pomocniczym językiem urzędowym w Szwecji.
Choć najstarsze zapisy języka romskiego w Europie pochodzą z XVI wieku, alfabet romski został oficjalnie przyjęty dopiero w 1990 roku podczas IV Światowego Kongresu Romów w Serocku. Jest on oparty na alfabecie łacińskim i posiada 46 znaków, z których część jest wykorzystywana do zapisu niektórych tylko dialektów:
A Ä B C Ć Č D Ď E Ê F G Ǧ H I Î J K Ǩ L Ľ M N Ň O Ö P P̌ Q R Ŕ Ř S Ś Š T Ť U Ü V W X Y Z Ź Ž
Dwadzieścia z 46 liter to znaki zapożyczone przede wszystkim z alfabetów języków słowiańskich. Pomimo istnienia tego ustandaryzowanego sposobu zapisu, nie wszystkie główne dialekty romskie przyjęły ten system zapisu. Częściej zdarza się, że do zapisu języka romskiego stosuje się ortografię języka urzędowego danego kraju.
Wobec problemów, jakie nastręcza używanie alfabetu przyjętego przez Światowy Kongres Romów, zespół złożony z działaczy romskich oraz cyganologów opracował projekt zasad pisowni dla Romów mieszkających w Polsce. Przyjęto, że do zapisu języka romani należy stosować znaki alfabetu polskiego (tzw. pisownia sulejowska, zaakceptowana przez Roboczy Zespół ds. Języka Romskiego, powołany w 2008 r. przez Ministerstwo Edukacji Narodowej i Ministerstwo Spraw Wewnętrznych i Administracji):
A B C Ć D DZ DŹ E F G H CH I J K L Ł M N Ń O P R S Ś T U W Y Z Ź
a w wyrazach pochodzenia polskiego pozostałe znaki polskiego alfabetu, to jest Ą CZ DZ DŻ Ę Ó RZ SZ Ż.
Zasady te zostały zastosowane w wydanych w roku 2008 podręcznikach dla dzieci w wieku wczesnoszkolnym, używających dialektów Polska Roma oraz Bergitka Roma.

## Gramatyka

### Rzeczownik
Deklinacja rzeczownikowa posiada osiem przypadków i dwa rodzaje (męski i żeński). Oto przykład odmiany na przykładzie rzeczownika rakl’o („chłopiec”) w dialekcie Romów Słowackich:
| Mian.  | rakl'-o       | chłopiec            |
| Woł.   | rakl'-eja!    | chłopcze!           |
| Bier.  | rakl'-es      | chłopca             |
| Cel.   | rakl'-es-ke   | chłopcu             |
| Msc.   | rakl'-es-tar  | o chłopcu           |
| Abl.   | rakl'-es-tar  | (bezpośr.) chłopca  |
| Narz.  | rakl'-e-ha    | z chłopcem          |
| Dopeł. | rakl'-es-kero | (dzierżaw.) chłopca |

| Mian.  | rakl'-e       | chłopcy             |
| Woł.   | rakl'-ale!    | chłopcy!            |
| Bier.  | rakl'-en      | chłopców            |
| Cel.   | rakl'-en-ge   | chłopcom            |
| Msc.   | rakl'-en-de   | o chłopcach         |
| Abl.   | rakl'-en-dar  | (bezpośr.) chłopców |
| Narz.  | rakl'-en-ca   | z chłopcami         |
| Dopeł. | rakl'-en-gero | (dzierż.) chłopców  |

### Przykłady
Tekst modlitwy Ojcze Nasz w dialekcie Ursarów:
```
Amaro Dad,
Cai san opre and-o cero,
ujo te avel Chio anau,
avel Chio thagarimos,
cherdol-pe so Tu cames,
sar si and-o cero te avel i pe phuv.

Amaro marno orso ghesesko de-les amenghe aghes.
Hai iertisar-amenghe amare dosha,
Sar i ame iertis colenghe cai cheren-amenghe dosa.
Hai na muk-amen te peras and-o bezeh,
hai durau-ame nasulimastar.

Che Chiro si o thagarimos,
o zuralomos hai e srava, orcana.

```

Tekst modlitwy Ojcze Nasz w dialekcie Polska Roma:
```
Jamaro Dad,
Sawo san dre bolipen,
Swanto Tyro ław,
Te jaweł Tyro chułajiben,
Te kanden Tyre ława,
Syr dre bolipen, adźia pe phuw.

De jamenge sodywesuno maro dadywes,
Odmek jamenge jamare użłipena,
Syr jame odmekas jamare użłenge,
Na lidżiuw jamen chyria dromenca,
Rakh jamen tugendyr.
Amen

```

## Ciekawostki
- W 2000 roku na albumie śląskich wykonawców hip-hopowych Usta miasta kast pojawił się pierwszy w polskiej historii gatunku utwór w języku romskim, „Miro mikrofoni” romskiego rapera „Denego” i wokalisty Piotra Gutkowskiego[4].